# Trachycaris
Trachycaris is een geslacht van kreeftachtigen uit de klasse van de Malacostraca (hogere kreeftachtigen).

## Soorten
- Trachycaris restricta (A.Milne-Edwards, 1878)
- Trachycaris rugosa (Spence Bate, 1888)